# Westel 900 Budapest Open 2000
Westel 900 Budapest Open 2000 — жіночий тенісний турнір, що проходив на відкритих кортах з ґрунтовим покриттям у Будапешті (Угорщина). Належав до турнірів 4-ї категорії в рамках Туру WTA 2000. Турнір відбувся вп'яте і тривав з 17 до 23 квітня 2000 року. Несіяна Татьяна Гарбін здобула титул в одиночному розряді й отримала 16 тис. доларів США.

## Фінальна частина

### Одиночний розряд
Татьяна Гарбін —  Крісті Богерт, 6–2, 7–6(7–4)
- Для Гарбін це був єдиний титул в одиночному розряді за кар'єру.

### Парний розряд
Любомира Бачева /  Крістіна Торренс-Валеро —  Єлена Костанич /  Сандра Начук, 6–0, 6–2